# アンドリュー・ブラックマン
アンドリュー・ウォーレン・ブラックマン（Andrew Warren Brackman , 1985年12月4日 - ）は、アメリカ合衆国・オハイオ州シンシナティ出身のプロ野球選手（投手）。右投右打。代理人は、スコット・ボラスだった。

## 経歴

### プロ入り前
バリー・ラーキンやケン・グリフィー・ジュニアらを輩出したシンシナティにあるモーラー高等学校に在籍していた。当時から、州でも有望な投手の内の一人だった。
モーラー高等学校卒業後は、ノースカロライナ州立大学へ進学した。ここでは、野球とバスケットボールをしていた。

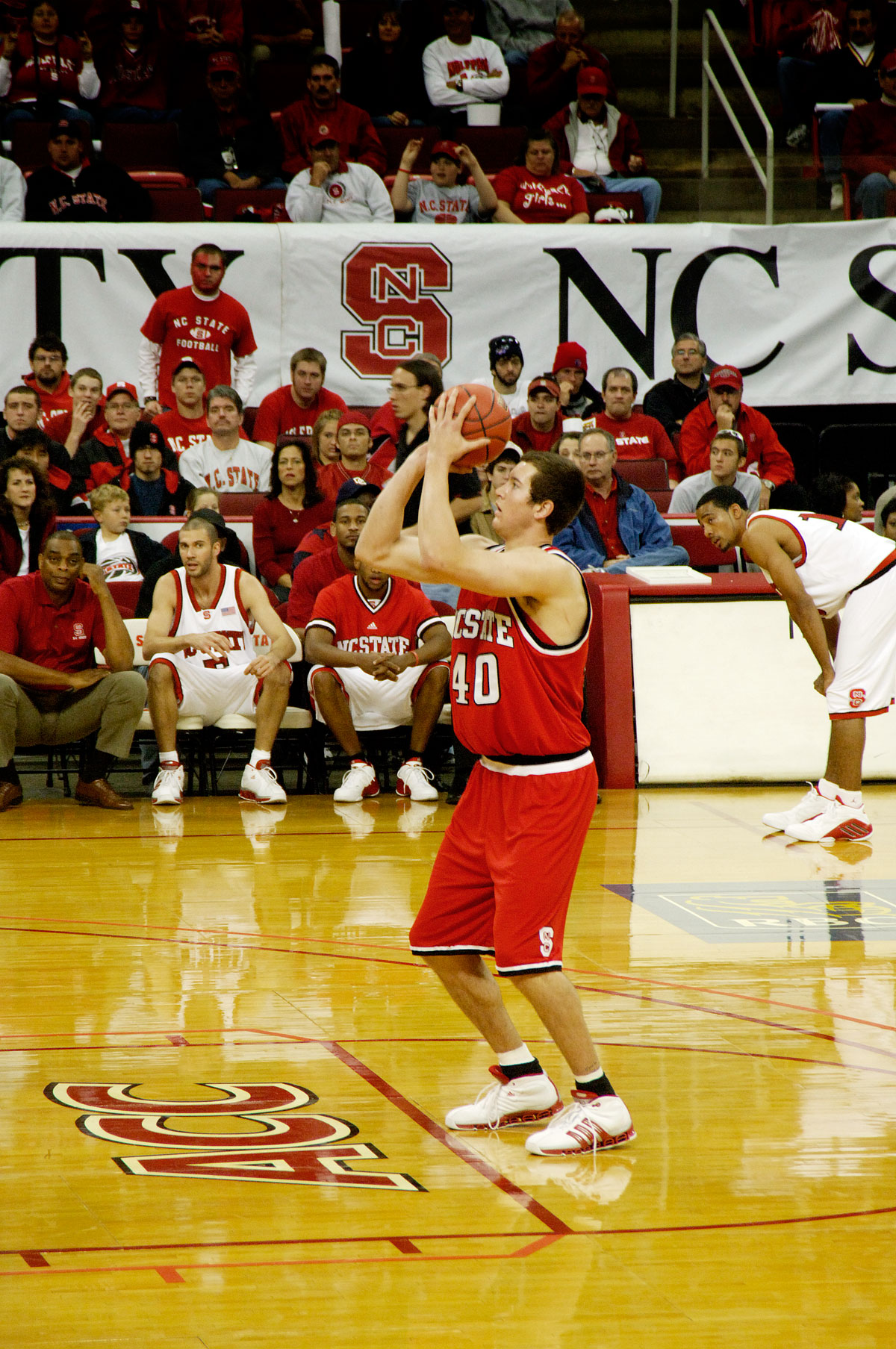
バスケットボールをするブラックマン(ノースカロライナ州立大学時代)

2006年には、第3回世界大学野球選手権大会のアメリカ代表に選出されている。

### プロ入りとマイナー時代とヤンキース時代
2007年のMLBドラフトでニューヨーク・ヤンキースから1巡目（全体30位）指名され、契約後に40人枠に登録された。その後、8月にトミー・ジョン手術を受けた。
2008年はDL入りし、前年の手術の影響でリハビリに専念したためプレーする事は無かった。それでも、40人枠には登録されていた。
2009年にプロデビューを果たし、この年は、傘下のA級チャールストン・リバードッグスで29試合に登板した。
2010年は、A+級タンパ・ヤンキースとAA級トレントン・サンダーで計27試合に登板した。
2011年は、開幕をAAA級スクラントン・ウィルクスバリ・ヤンキースで迎えた。9月にメジャー初昇格し、22日のタンパベイ・レイズ戦でメジャーデビューを果たした。オフに契約オプションを破棄され、FAとなった。

### レッズ傘下時代
2012年1月4日にシンシナティ・レッズとマイナー契約を結んだ。この年は、傘下のAAA級ルイビル・バッツで5試合に登板した。オフに退団した。

### ホワイトソックス傘下時代
2013年1月30日にシカゴ・ホワイトソックスとマイナー契約を結んだ。この年は、傘下のA+級ウィンストン・セイラム・ダッシュで1試合に登板した。その後、退団。
それ以降、野球界から遠ざかっている。

## 詳細情報

### 年度別投手成績
| 年 度    | 球 団    | 登 板 | 先 発 | 完 投 | 完 封 | 無 四 球 | 勝 利 | 敗 戦 | セ 丨 ブ | ホ 丨 ル ド | 勝 率 | 打 者 | 投 球 回 | 被 安 打 | 被 本 塁 打 | 与 四 球 | 敬 遠 | 与 死 球 | 奪 三 振 | 暴 投 | ボ 丨 ク | 失 点 | 自 責 点 | 防 御 率 | W H I P |
| -------- | -------- | ----- | ----- | ----- | ----- | -------- | ----- | ----- | -------- | ----------- | ----- | ----- | -------- | -------- | ----------- | -------- | ----- | -------- | -------- | ----- | -------- | ----- | -------- | -------- | ------- |
| 2011     | NYY      | 3     | 0     | 0     | 0     | 0        | 0     | 0     | 0        | 0           | ----  | 13    | 2.1      | 1        | 0           | 3        | 0     | 0        | 0        | 0     | 0        | 0     | 0        | 0.00     | 1.71    |
| MLB：1年 | MLB：1年 | 3     | 0     | 0     | 0     | 0        | 0     | 0     | 0        | 0           | ----  | 13    | 2.1      | 1        | 0           | 3        | 0     | 0        | 0        | 0     | 0        | 0     | 0        | 0.00     | 1.71    |

### 背番号
- 66 (2011年)